# Rijksbeschermd gezicht Schweiberg / Höfke
Het rijksbeschermd gezicht Schweiberg / Höfke is een van rijkswege beschermd dorpsgezicht in de buurtschap Höfke nabij het dorp Mechelen in de Nederlands-Limburgse gemeente Gulpen-Wittem. Oorspronkelijk hoorde ook de buurtschap Schweiberg tot het beschermde dorpsgezicht, maar de bescherming van dit deel is in 1984 opgeheven, waardoor de oppervlakte van het beschermde dorpsgezicht bijna werd gehalveerd.

## Beschrijving gebied
Het beschermde dorpsgezicht Schweiberg / Höfke ligt ten zuiden van Mechelen, nabij de T-splitsing van de Eperweg en de Schweibergerweg. Laatstgenoemde weg heet vanaf dit punt Höfke; verder naar het zuidwesten ligt op een helling Schweiberg, dat echter niet langer tot het beschermde dorpsgezicht beboort.
Aan de voet van de Schweibergerweg ligt het Höfke, dat vermoedelijk is voortgekomen uit een middeleeuwse hof, een ontginningsbedrijf, waarvan de sporen verdwenen zijn (tenzij Eperweg 10 hiervan een overblijfsel is). De nederzetting bestaat uit slechts vier - vroeger vijf - 18e-eeuwse boerderijen die grotendeels uit vakwerk zijn opgetrokken. Een uitzondering is het woongedeelte van Eperweg 15, dat aan de noordwestelijke zijde - de regenkant - wordt beschermd door een kopgevel van breuksteen. Aan de oostkant van het Höfke helt een boomgaard naar de Geul, waar het complex van de watermolen de Bovenste Molen de grens van het dorpsgezicht vormt. Vanaf dit punt en van het wandelpad langs de Geul is het uitzicht op het Höfke bijzonder fraai; reden om dit gezicht krachtens artikel 20 van de Monumentenwet te beschermen.
Het beschermde dorpsgezicht strekte zich oorspronkelijk ook uit tot een groot deel van het gehucht Schweiberg. Het westelijk deel had reeds in een eerder stadium veel van het oude karakter verloren. Het oostelijk deel was in 1967 nog opmerkelijk gaaf, zodat dit deel bij de aanvraag van het beschermde dorpsgezicht was inbegrepen. Het wordt gekenmerkt door een reeks 18e-eeuwse vakwerkpanden, bakhuisjes en schuren langs de weg, die door een aantrekkelijk landschap afdaalt naar de Geulvallei. In de jaren 1970 werden in het gebied, ondanks de beschermde status, diverse nieuwbouwplannen gerealiseerd, waardoor de gaafheid van het dorpsgezicht verloren is gegaan. Dit leidde in 1984 tot een aanzienlijke inperking van het beschermde gezicht.

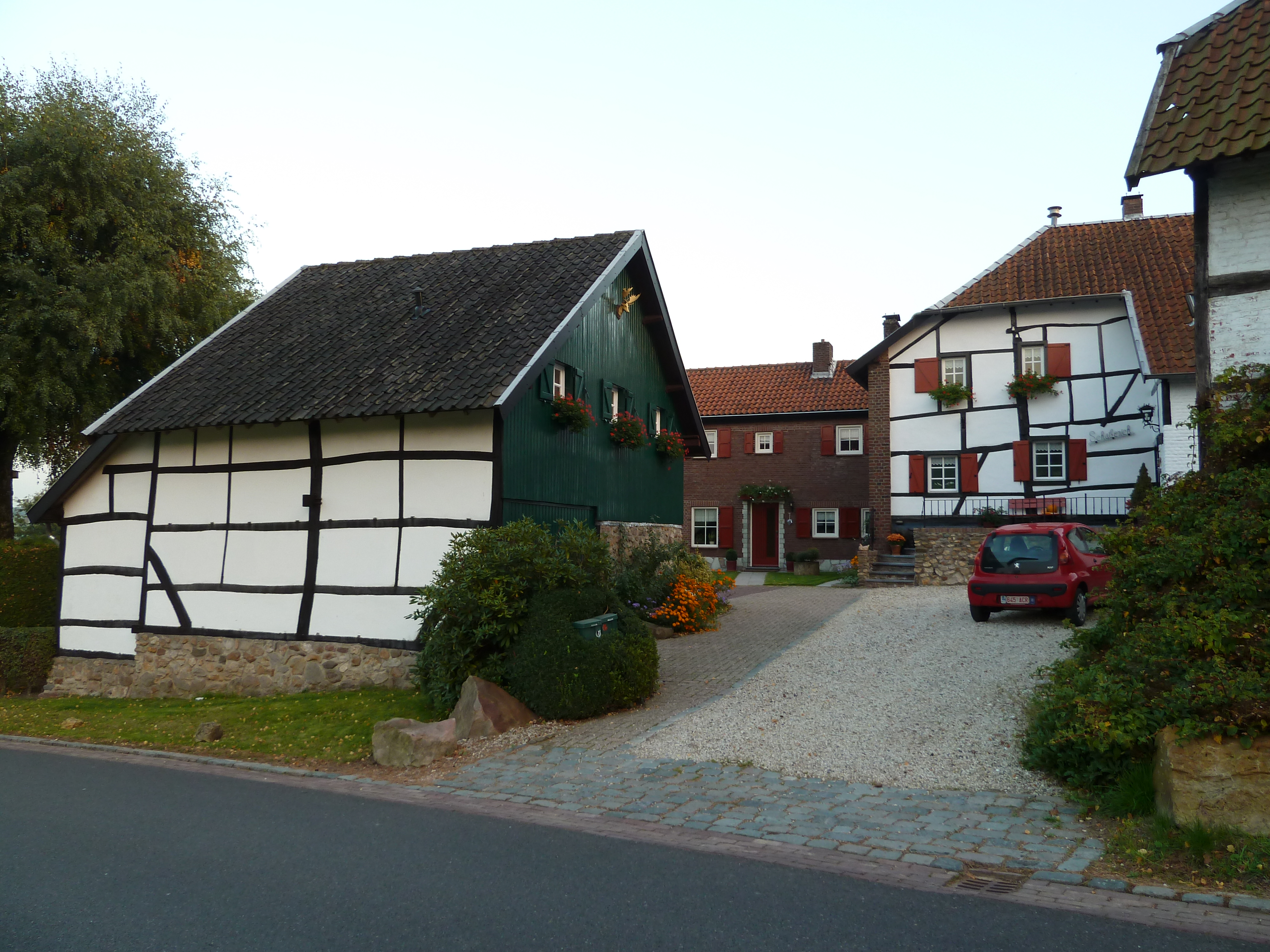
Schweibergerweg 1-A
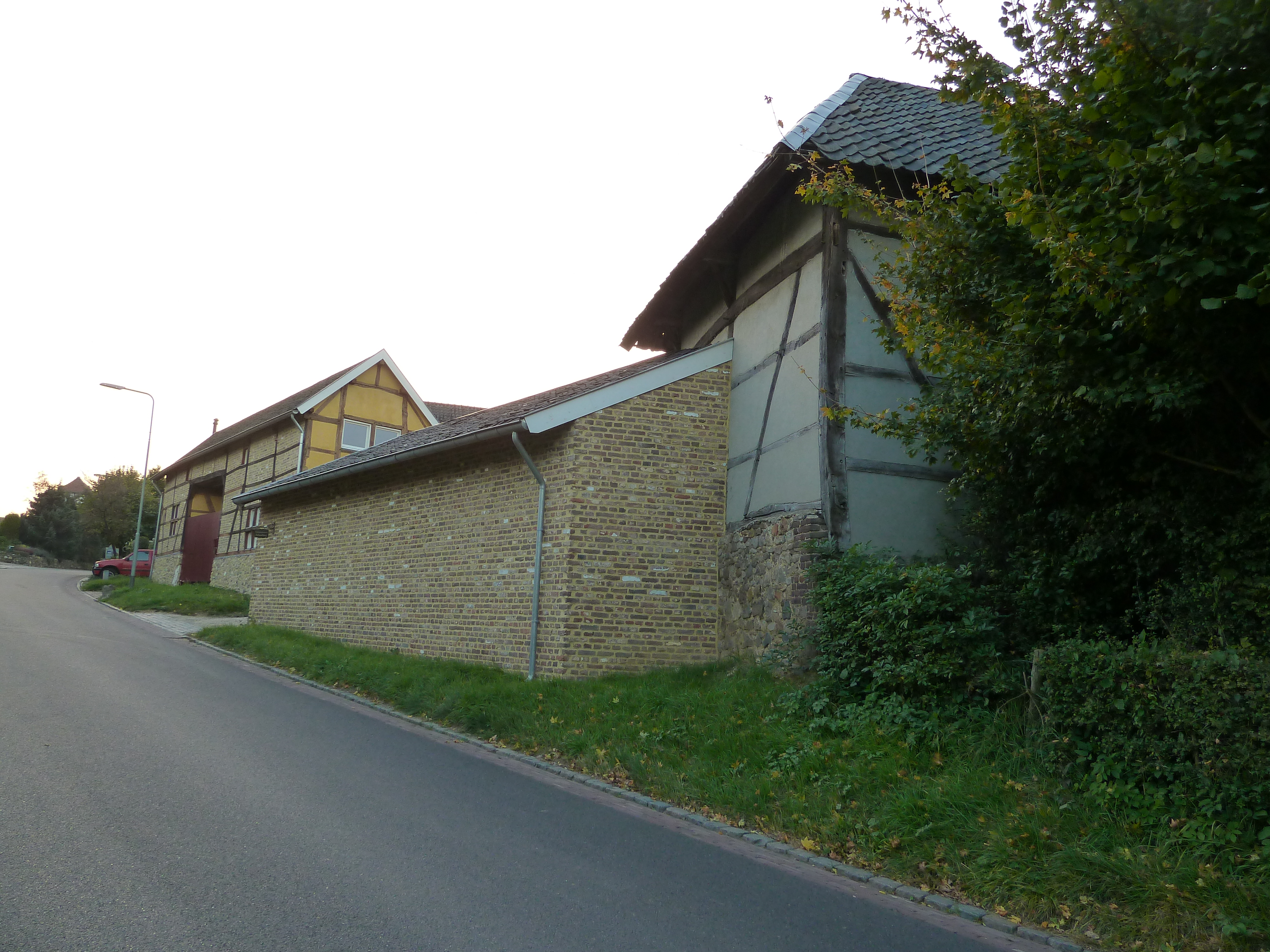
Schweibergerweg 6
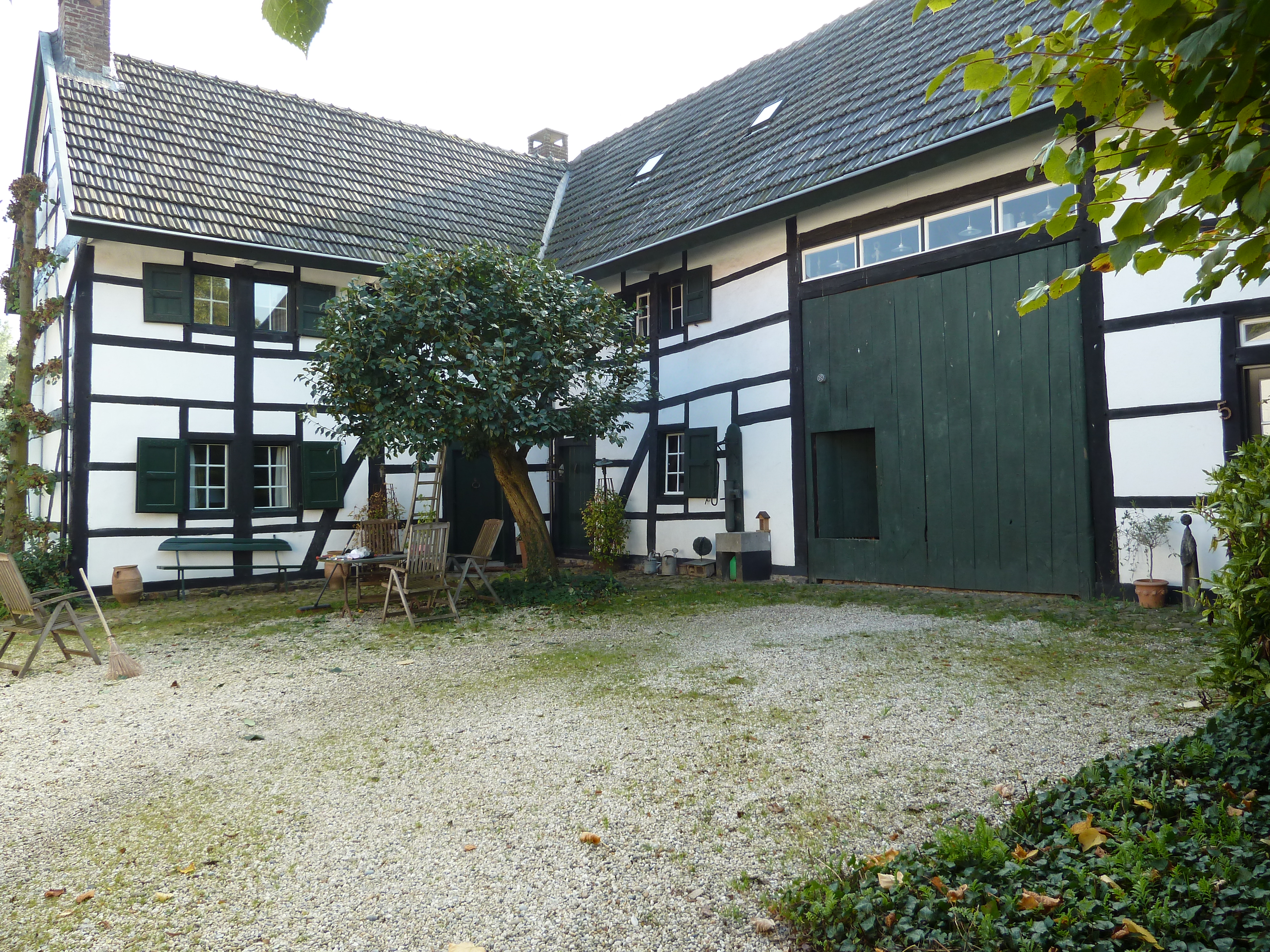
Höfke
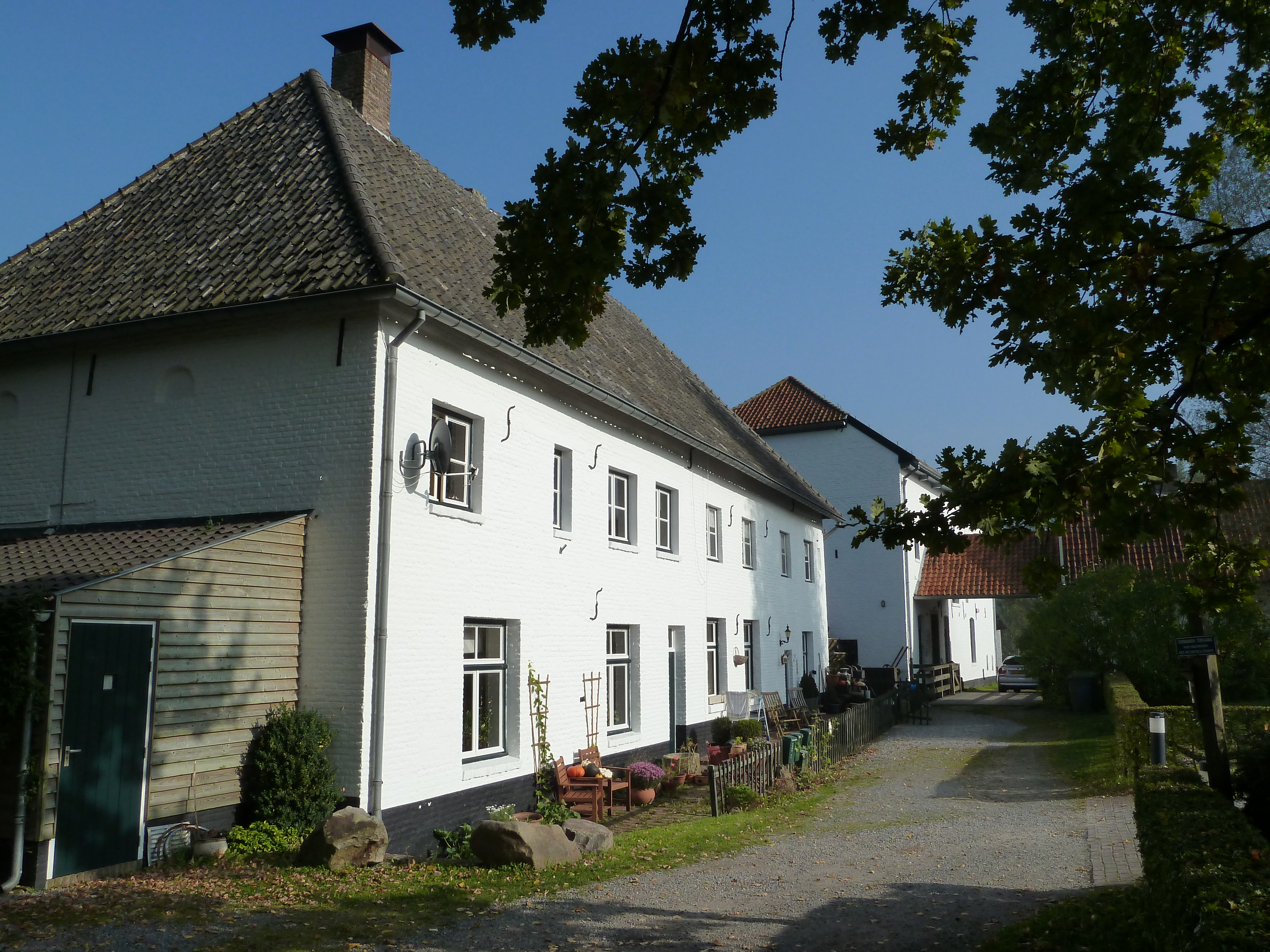
Bovenste Molen

## Aanwijzing tot rijksbeschermd gezicht
De procedure voor aanwijzing werd gestart op 17 mei 1967. Het gebied werd op 29 augustus 1968 definitief aangewezen. Het beschermd gezicht besloeg oorspronkelijk een oppervlakte van 44,2 hectare. In 1984 werd de bescherming van een deel van het dorpsgezicht ingetrokken omdat het dorpsbeeld sinds de aanwijzing vrij ingrijpende veranderingen had ondergaan. De intrekking betrof het westelijke deel van de oorspronkelijke aanwijzing; bescherming van het oostelijke deel bleef gehandhaafd. Het beschermd gezicht beslaat thans nog een oppervlakte van 23,9 hectare.
Panden die binnen een beschermd gezicht vallen krijgen niet automatisch de status van beschermd monument. Wel zal de gemeente het bestemmingsplan aanpassen om nieuwe ontwikkelingen in het gebied te reguleren. De gezichtsbescherming richt zich op de stedenbouwkundige en cultuurhistorische waardering van een gebied en wil het toekomstig functioneren daarvan veiligstellen.
Het rijksbeschermd gezicht Schweiberg / Höfke is een van de vier beschermde dorpsgezichten in de gemeente Gulpen-Wittem.